# IC 4468
IC 4468 ist eine Balken-Spiralgalaxie vom Hubble-Typ SBc im Sternbild Waage auf der Ekliptik. Sie ist rund 106 Millionen Lichtjahre von der Milchstraße entfernt.
Entdeckt wurde das Objekt 1899 von DeLisle Stewart.